# ІнстаЗірка
ІнстаЗірка (англ. Sweat) — польсько-шведська мелодрама 2020 року. Режисер і продюсер Магнус фон Горн; продюсер Мариуш Влодарскі. Світова прем'єра відбулася 23 червня 2020 року; прем'єра в Україні — 12 серпня 2021-го.

## Про фільм
Сільвія — відома фітнес-тренерка, у якої близько мільйона підписників в «Instagram». Вона є значимою для багатьох, але мало хто знає — за цим ховається самотність.
Втомившись бути самотньою, Сільвія викладає в мережу відеозвернення. Ролик миттєво набирає мільйони переглядів, роблячи її ще знаменитішою. Згодом її починає переслідувати невідомий сталкер.

## Знімались
| Актор                | Роль                  |
| -------------------- | --------------------- |
| Магдалена Колесник   | Сильвія               |
| Юліан Свєзевскі      | Клаудіуш              |
| Александра Конєчна   | Бася                  |
| Збігнєв Замаховський | Фридерик              |
| Лех Лотоцкі          | Анджей                |
| Магдалена Кута       | Данута                |
| Катажина Дзюрска     | Кася                  |
| Вікторія Філус       | Зося                  |
| Дорота Зечовська     | італійська дискозірка |
| Катажина Цинке       | Маріета               |
| Матеуш Круль         |                       |
| Анна Кальчинська     |                       |
| Анджей Солтисік      |                       |